# M1 Abrams
L'M1 Abrams è un carro armato da combattimento di fabbricazione statunitense di terza generazione, intitolato al generale Creighton Abrams. Altamente mobile, progettato per la moderna guerra corazzata, l'M1 è ben armato e pesantemente blindato. Tra le caratteristiche degne di nota, figurano l'uso di un potente ma assetato motore a turbina anziché i tradizionali parchi motori a ciclo diesel, l'adozione di armature composite e lo stoccaggio delle munizioni in uno scompartimento separato per la sicurezza dell'equipaggio. Con un peso di quasi 68 tonnellate, è uno dei più pesanti carri armati in servizio.
L'M1 Abrams è entrato in servizio degli Stati Uniti nel 1980, sostituendo il carro M60. L'M1 è il principale carro armato dell'esercito degli Stati Uniti e del Corpo dei Marines, ed è anche usato dagli eserciti di Egitto, Kuwait, Arabia Saudita, Australia, Iraq, Polonia e Ucraina.
Sono state utilizzate tre versioni principali dell'M1 Abrams, l'M1, M1A1 e M1A2, che incorporano armamento, protezione ed elettronica migliorati. Questi miglioramenti, insieme ad altri aggiornamenti ai carri già operativi, hanno permesso a questo veicolo di rimanere in servizio, per molto tempo, in prima linea. Nel 2009, inoltre, è stato reso noto per la prima volta lo sviluppo della versione migliorata M1A3, con cui sono stati apportati numerosi miglioramenti alla precedente versione M1A2 SEPv3.

## Storia
L'M1 Abrams è stato sviluppato durante la Guerra Fredda come successore dell'MBT-70. Il contratto per l'M1 Abrams è andato alla Chrysler Defense. Gli adattamenti prima della Guerra del Golfo (operazioni Desert Shield e Desert Storm) hanno conferito al veicolo una migliore potenza di fuoco e una migliore protezione NBC (nucleare, biologica e chimica). Nella guerra del Golfo ha facilmente prevalso sui vecchi carri armati iracheni T72, T62 e T54 (il numero dopo la T nei carri di origine russa indica l'anno di entrata in produzione), pochissimi carri armati M1 sono stati colpiti dal fuoco nemico. Ben diversa è la sorte degli Abrams inviati in Ucraina, dove i pesanti carri americani soffrono il fango ed i terreni cedevoli e soprattutto non potendo adottare difese aggiuntive contro l'attacco delle cosiddette munizioni vaganti, ha subito diverse distruzioni (8 su 31 carri inviati -spesso non in prima linea- secondo i dati di maggio 2024) ad opera dei "lancet", munizioni vaganti di fabbricazione russa. i Main Battle Tank Abrams ha come peculiarità una corazzatura ad uranio impoverito. La lega di DU238 (depleted uranium 238) con alta densità (peso specifico 18,7 = un cubetto di 10 centimetri per lato pesa 18,7 chilogrammi), sottoposta a trattamento termico, diviene un buon materiale per la corazzatura del carro armato per la protezione da proiettili ad energia cinetica. Tale protezione potrebbe però essere insufficiente per colpi a doppia carica cava, soprattutto sul cielo della torretta. Al contempo la speciale lega potrebbe impedire di montare, saldandole, quelle protezioni estemporanee che a volte si notano sui campi di battaglia.
Gli aggiornamenti dopo la guerra migliorarono le visuali delle armi del carro armato e l'unità di controllo del fuoco. Gli Abrams hanno partecipato all'invasione dell'Iraq nel 2003, evidenziando alcune vulnerabilità nel combattimento urbano che sono state affrontate con l'introduzione del Tank Urban Survival Kit (TUSK) (miglioramenti delle blindature ed uno scudo per il cannone). Il Corpo dei Marines ha inviato una compagnia di carri armati M1A1 Abrams in Afghanistan nel 2010.

### Sviluppo

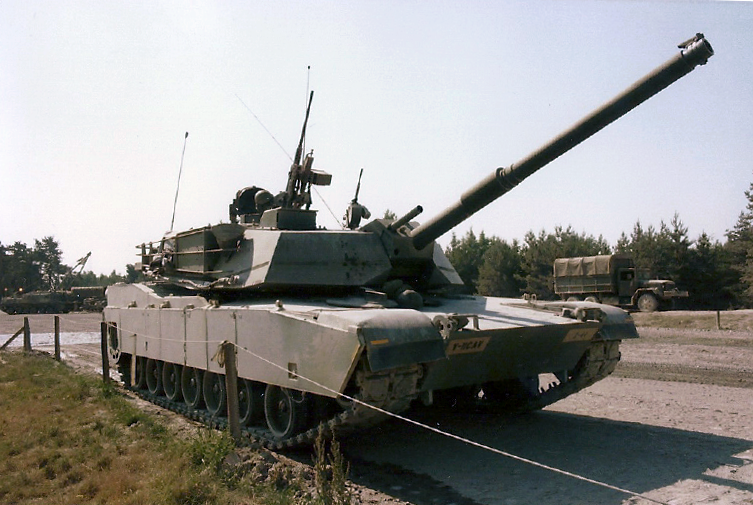
Carro armato M1 Abrams da 105 mm dell'undicesimo reggimento di cavalleria corazzato presso l'area di addestramento di Grafenwöhr in Germania, 1986

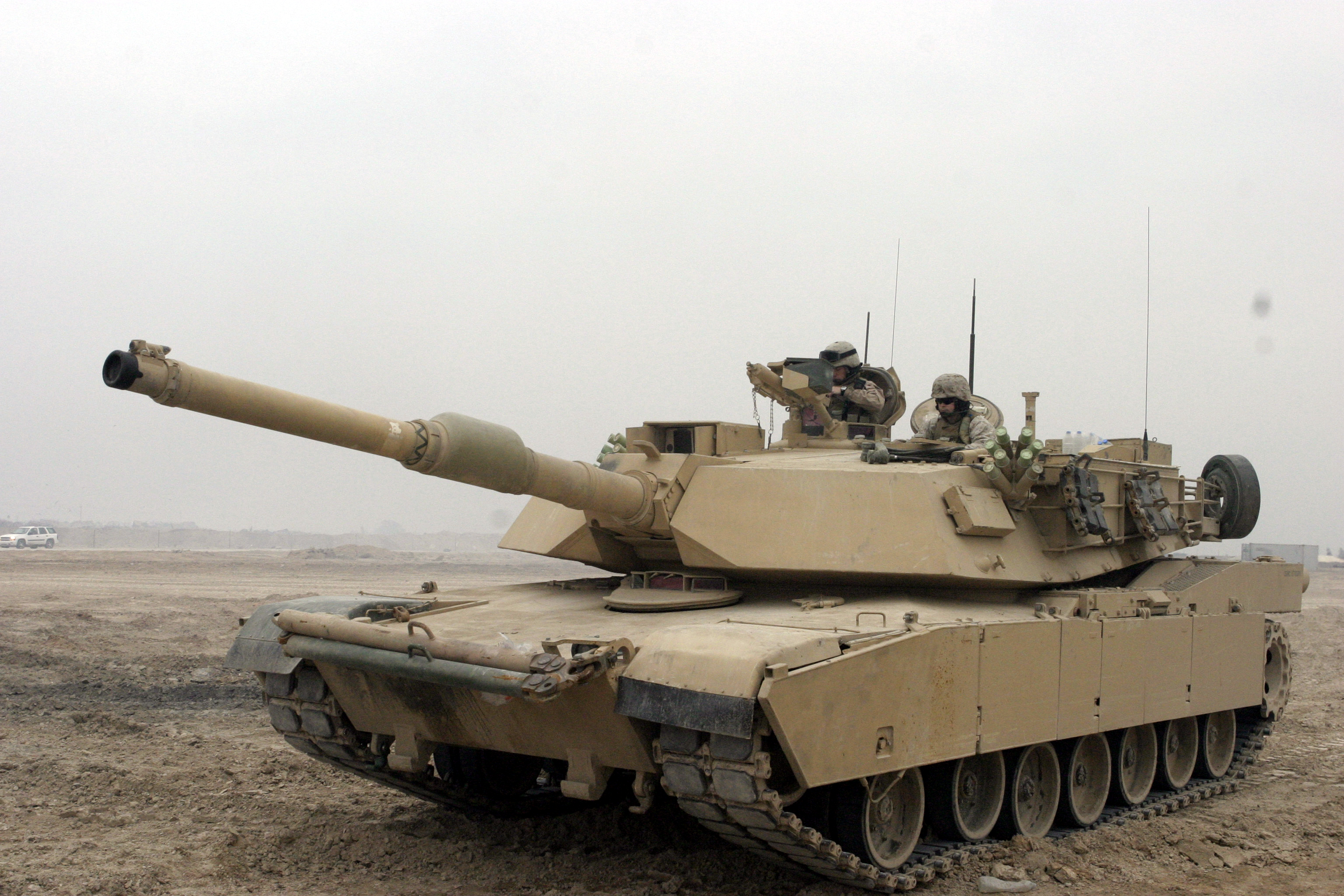
M1 Abrams in Iraq

Il primo tentativo di sostituire il carro M60, introdotto nel 1960, fu il MBT-70, sviluppato in collaborazione con la Germania occidentale negli anni '60. Il progetto del MBT-70, che raggiunse la prontezza dei test nel 1968, aveva caratteristiche avanzate come sospensioni pneumatiche regolabili in altezza e un telaio a profilo molto basso con il driver situato nella torretta. Alla fine il MBT-70 si rivelò troppo pesante, complesso e costoso. A seguito dell'imminente fallimento di questo progetto, l'esercito statunitense ha introdotto l'XM803, utilizzando alcune tecnologie del MBT-70, ma rimuovendo alcune delle caratteristiche più problematiche. Questo è riuscito solo a produrre un sistema costoso con funzionalità simili all'M60.
Il Congresso annullò il MBT-70 a novembre e il XM803 a dicembre del 1971 e ridistribuì i fondi al nuovo XM815, in seguito ribattezzato XM1 Abrams. I prototipi sono stati consegnati nel 1976 da Chrysler Defense e General Motors armati con la versione del cannone Royal Ordnance L7 da 105 mm e un prototipo Leopard 2 "2K" per il confronto. Il design della Chrysler Defense a turbina è stato selezionato per lo sviluppo come M1; Chrysler ha avuto un'esperienza significativa nella progettazione di veicoli terrestri a turbina risalenti agli anni '50. Nel febbraio 1982, la divisione General Dynamics Land Systems (GDLS) acquistò la Chrysler Defense, dopo che Chrysler costruì oltre 1.000 M1.
Un totale di 3.273 carri armati M1 Abrams sono stati prodotti durante il 1979-85 e sono entrati per la prima volta in servizio nell'esercito degli Stati Uniti nel 1980. La produzione presso l'impianto di carri armati dell'esercito di proprietà governativa di GDLS a Lima, nell'Ohio, è stata affiancata da veicoli costruiti all'Arsenale di Detroit Tank Plant a Warren, Michigan dal 1982 al 1996. L'M1 era equipaggiato con licenza del cannone Royal Ordnance L7 da 105 mm. Il carro armato aveva la prima armatura di Chobham. L'M1 Abrams fu il primo ad usare questa armatura avanzata. Consisteva in una disposizione di piastre metalliche, blocchi di ceramica e spazio aperto. Un modello migliorato chiamato M1IP fu prodotto brevemente nel 1984 e conteneva piccoli aggiornamenti. I modelli M1IP sono stati utilizzati nel concorso Canadian Army Trophy NATO Tank Gunnery nel 1985 e nel 1987.

### Armamento

#### Armamento principale
Cannone M68A1 a canna rigata

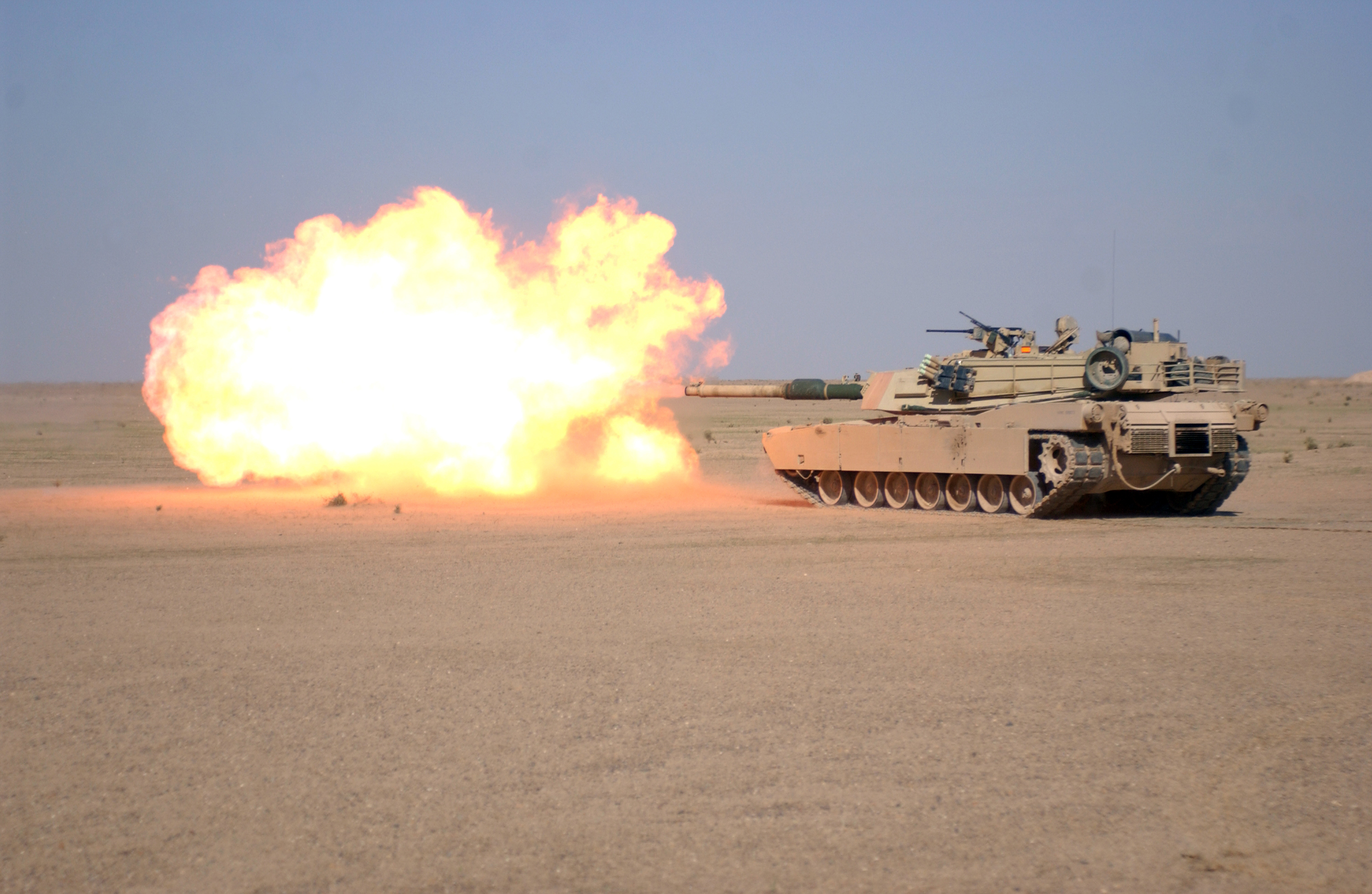
Un M1A1 dei Marines durante un'esercitazione in Iraq nel 2004

Questo era il cannone originario dell'Abrams e sparava una gran varietà di proiettili, come i proiettili HEAT, i sabot, ad alto potenziale, al fosforo bianco per proiettili traccianti e altri colpi anti-uomo. L'M68A1 era una versione sotto licenza del Royal Ordnance L7 britannico. Nonostante fosse un cannone largamente utilizzato dalle forze NATO, ci voleva un cannone con una gittata utile di più di 3 km, per contrastare le nuove corazzature sovietiche. Così si preferì aumentare il calibro dell'arma e passare al M256.
Cannone M256 a canna liscia
Questo cannone è l'armamento principale dell'M1A1 e dell'M1A2. L'M256A1 è una variante del Rheinmetall L/44 da 120 mm, in dotazione al Leopard 2. Il munizionamento principale per quest'arma è costituito dai proiettili APFSDS M829A2, sviluppati per combattere i T-55 e i T-54 sovietici, che possono penetrare 670 mm d'acciaio inclinato di 60° a 2000 m, e i proiettili M830 a carica cava. Di recente è stato sviluppato anche il proiettile M1028 antiuomo, che una volta sparato rilascia le sue 1098 sfere d'acciaio con un raggio letale di 600 m.

#### Armamento secondario
L'Abrams è dotato di tre mitragliatrici:

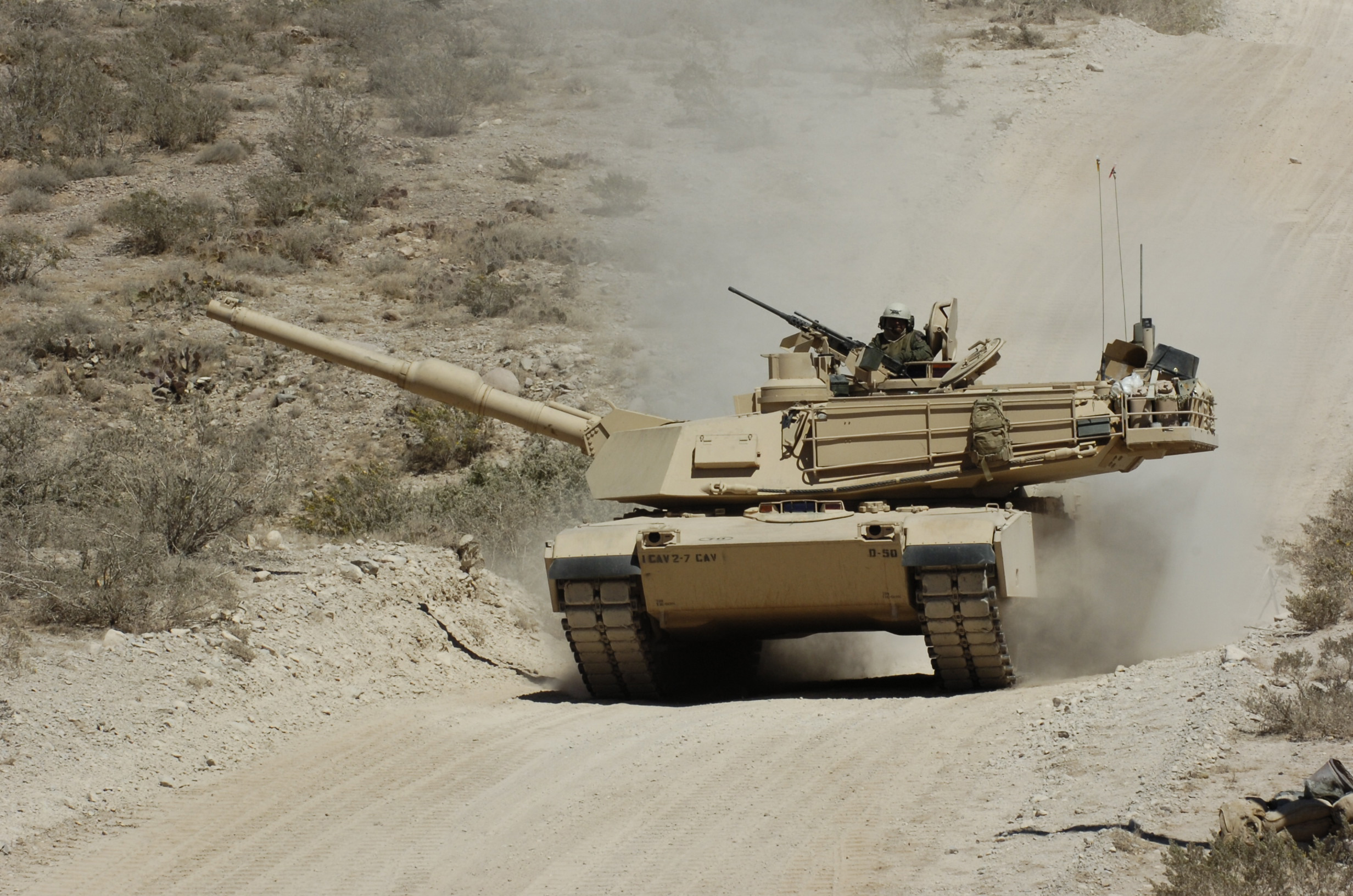
M1 Abrams durante un'esercitazione

- una mitragliatrice Browning M2 .50 sulla postazione del comandante. Sull'M1 e sull'M1A1 è dotata di mirino 3x ed è denominata CWS (Commander's Weapon Station); sull'M1A2 e sull'M1A2 SEP è invece montata in modo tale che il comandante non si debba esporre per usarla;
- una mitragliatrice M240 7,62 mm sulla postazione del servente al pezzo. Anche queste postazioni sono state protette con piastre d'acciaio in Iraq;
- un'altra M240 coassiale che è manovrata con lo stesso sistema di controllo fuoco usato per il cannone.

La torretta è anche equipaggiata con due coppie di lanciagranate fumogene, che sono in grado di creare una cortina impenetrabile sia alle ottiche convenzionali sia a quelle termiche. Un altro generatore di fumo è montato vicino al motore e può essere azionato dal guidatore.

### Consumo
L'Abrams M1 fa 1 km con circa 4.5 litri di carburante, quindi 450 litri per 100 km mentre in media altri carri consumano 200-300 litri per 100 km; il suo motore è soprannominato “gas guzzler”, tracannatore di benzina. Durante la Prima Guerra del Golfo qualche carro è dovuto rientrare in riserva senza aver superato i 90 km dalla base.

## Utilizzatori

Due M1 Abrams

Arabia Saudita
- Reale forza terrestre saudita

73 M1A1 e 315 M1A2
 Australia
- Australian Army

59 Abrams acquistati dagli Stati Uniti per rimpiazzare il Leopard 1 nel 2007, più 75 MBT M1A2 SEPv3 ordinati a gennaio 2022. Nell'ordine sono inclusi 29 M1150 Assault Breacher Vehicles (ABV), 17 M1074 Joint Assault Bridge (JAB) e 6 M88A2 Armored Recovery Vehicles (ARV).
 Egitto
- Al-Quwwāt al-Barriyyat al-Miṣriyya

1005 M1A1 (755 dei quali verranno aggiornati al modello M1A2 e 250 al modello M1A2 SEP)
 Iraq
- Al-Quwwat al-Barriyya al-Irāqiyya

140 M1A1SA (Special Armour/Situational Awareness)
 Kuwait
- Kuwait Army

218 M1A2
 Marocco
- Armée royale

384 M1A1 presi dai surplus dell'US Army ed aggiornati allo standard M1A1SA (Special Armour/Situational Awareness)
 Polonia
- Wojska Lądowe

250 carri armati Abrams M1A2SEPv3, 116 carri armati Abrams M1A1 FEP (usati)
 Stati Uniti
- United States Army

1174 M1A2, 4393 M1A1
- United States Marine Corps

221 esemplari consegnati a partire dal 1991. Di questi 179 sono in deposito e ancora presenti in inventario, ma non attivi. Gli M1A1 in servizio al febbraio 2017, invece, provengono da un lotto di 224 carri prelevati dagli stock dell'US Army tra il 2004 ed il 2007, che sono stati aggiornati e riportati a zero ore.
 Ucraina
- Forze terrestri ucraine

31 esemplari in versione M1A1-SA donati dagli Stati Uniti nell'ottobre 2023.
 Taiwan
- Zhōnghuá Mínguó Lùjūn

108 M1A2T Abrams ordinati.